# Atagi
Atagi (Autauga), jedno od četiri nekadašnjih sela Alabama Indijanaca koje se nalazilo na području današnjeg okruga Autauga u Alabami. Selo se protezalo dvije milje duž zapadne obale rijeke Alabame, nedaleko od današnjeg Montgomeryja. Hawkins (1798) kaže da je to maleno selo 4 milje niže od Pawoktija, te da stanovnici imaju malo kontakata s bijelcima, ali da su ljubazni. Schooler (u Schoolcraft, Ind. Tribes, iv, 578, 1854) navodi da je selo 1832. imalo 54 obitelji. 
Iz imena sela iskovan su oblici Autauga (okrug i potok u Alabami) i Autaugaville, gradić u Alabami. Ostali oblici imewna ovog sela su At-tau-gee (Hawkins, 1799); Autallga; Autauga (Campbell, 1836); Autobas (Swan, 1791) i Dumplin Town (Woodward, 1859). Slo je možda izvorno pripadalo plemenu Tawasa koji su se ujedinili s Alabamama.